# Fritz Rheinisch
Johann Friedrich Rheinisch (* 20. März 1868 in Burgfarrnbach; † 27. April 1953 in Lauf an der Pegnitz) war ein deutscher Reichsgerichtsrat und nach 1945 noch als 80-Jähriger Richter in Mittelfranken.

## Leben
Sein Vater war Arzt. Fritz Rheinisch war evangelisch. Er legte 1886 am Melanchthon-Gymnasium Nürnberg das Abitur ab. Danach studierte er Rechtswissenschaften in Würzburg und Erlangen. Während seines Studiums wurde er Mitglied der Akademisch-Musikalischen Verbindung Würzburg. Rheinisch legte die Schlussprüfung 1890 in Erlangen ab. Im Dezember 1893 bestand er die Staatsprüfung in Ansbach. Dann war er zunächst rechtsanwaltschaftlicher Hilfsarbeiter in Hof und Nürnberg. Von 1895 bis 1896 war er als Rechtsanwalt am Landgericht Nürnberg zugelassen. Danach wurde er bis Ende 1897 am Landgericht als Sekretär beschäftigt. 1898 wurde er zum Amtsrichter in Lauingen a. D. ernannt und im Juli an das Amtsgericht Nürnberg versetzt. 1900 wurde er II. Staatsanwalt beim Landgericht Bayreuth. 1904 erfolgte die Beförderung zum Landgerichtsrat in Zweibrücken. 1915 wurde ihm der Titel und Rang eines Oberlandesgerichtsrats verliehen. 1916 starb der einzige Sohn in der Schlacht um Verdun. Im selben Jahr wurde Rheinisch Staatsanwalt beim Oberlandesgericht Zweibrücken. 1920 wurde er Oberlandesgerichtsrat in Nürnberg. 1925 kam er an das Reichsgericht. Er war als Richter im IV. Strafsenat, im V. Strafsenat und VIII. Zivilsenat tätig. 
1934/35 bat er erfolgreich um Versetzung in den vorzeitigen Ruhestand. 
1945 traten der Landrat und der amerikanische Militärgouverneur von Lauf auf der Suche nach unbelasteten Richtern an Reichsgerichtsrat a. D. Rheinisch heran. Am 1. Oktober 1945 wurde das Amtsgericht Lauf-Pegnitz wiedereröffnet und Rheinisch wurde dienstaufsichtführender Richter und Vorstand des Gerichts. Kurzzeitig übernahm er 1945 auch die Aufsicht über das Amtsgericht Hersbruck. 1948 trat Rheinisch zu seinem 80. Geburtstag in den Ruhestand. Im November 1948 wurde Rheinisch zum Vorsitzenden der Wiedergutmachungskammer für Ober- und Mittelfranken berufen. Rheinisch wurde im April 1949 von Justizminister Müller endgültig in den Ruhestand versetzt. Am 5. Juli 1952 wurde Rheinisch das Bundesverdienstkreuz (Steckkreuz) verliehen „in Anerkennung besonderer Verdienste“.

## Schriften
- Abschied des Reichsgerichtsrates Fritz Rheinisch vom Amtsgericht Lauf, Rückersdorf-Ludwigshöhe 1948
- Die Rheinisch und ihre Vorfahren, Ludwigshöhe bei Nürnberg 1947